# Moedas de euro eslovacas
O Euro (EUR ou €) é a moeda comum para as nações que pertencem à União Europeia e que aderiram à zona Euro. As moedas de euro têm dois lados diferentes: um lado comum, europeu, mostrando o valor da moeda, e um lado nacional, mostrando um desenho escolhido pelo país membro da UE onde a moeda foi cunhada. Cada país membro tem um ou vários desenhos únicos a esse país.
Para visualizar as imagens do lado comum e para ter uma descrição detalhada das moedas, ver moedas de euro.

As moedas de euro eslovacas têm três desenhos diferentes: um para cada série de moedas. As de 1, 2 e 5 cêntimos foram desenhadas por Drahomír Zobek, o desenho das moedas de 10, 20 e 50 cêntimos resulta do trabalho de Ján Černaj e Pavol Károly e, por último, as moedas de 1 e 2 euros foram feitas por Ivan Řehák. Em todos os desenhos estão representadas as doze estrelas da UE.
Desde 1 de Janeiro de 2009 que o euro está em circulação na Eslováquia.
| € 0,01                                                                                | € 0,02 | € 0,05        |
| ------------------------------------------------------------------------------------- | ------ | ------------- |
|                                                                                       |        |               |
| O pico do monte Kriváň, nas Montanhas Tatra, situadas entre a Eslováquia e a Polônia. |        |               |
| € 0,10                                                                                | € 0,20 | € 0,50        |
|                                                                                       |        |               |
| O Castelo de Bratislava.                                                              |        |               |
| € 1,00                                                                                | € 2,00 | € 2 (rebordo) |
|                                                                                       |        |               |
| O Brasão de armas da Eslováquia.                                                      |        |               |

## Moedas comemorativas de 2 euros
Em 19 de novembro de 2009, o governo eslovaco lançou sua moeda comemorativa de 2 euros, com o tema "20 anos da Revolução de Veludo". Com cunhagem de 1 milhão de exemplares.
Em 10 de janeiro de 2011, outra moeda comemorativa de 2 euros, com o tema "Grupo Visegrad". Cunhagem de 1 milhão de exemplares.